# 経済主体
経済主体（けいざいしゅたい、英: economic agent）は、経済学における概念であり、経済活動を行う基本的単位のことである。性質の捉え方には違いがあるものの、いずれの学派などにおいても人を包有する。

## 概要
経済主体は、学派の違いや目的意識によって異なる分類をされる。
古典派経済学およびマルクス経済学では、階級分類に従って、資本家、労働者、地主を経済主体と考えた。
1870年以後の近代経済学では、経済主体の行動パターンの違いにより、生産者、消費者を経済主体と考え、ヨーゼフ・シュンペーターは、これに技術革新の推進者としての企業家と、その行動を可能にする銀行家を加えた。
マクロ経済学の登場によって経済循環を考えるようになると、生産要素を投入し、生産活動を営む企業、企業に労働力を提供し企業の生産物を購入して生計を営む家計、さらに政府の3つを経済主体とする分類が登場した。